# 魯博尼亞 (佛羅里達州)
魯博尼亞（英語：Rubonia）是位於美國佛羅里達州馬納提縣的一個非建制地區。該地的面積和人口皆未知。

## 地理
魯博尼亞的座標為27°34′44″N 82°33′09″W / 27.57889°N 82.55250°W，而該地的平均海拔高度為1米（即3英尺）。